# 鑑定士と顔のない依頼人
『鑑定士と顔のない依頼人』（かんていしとかおのないいらいにん、英題:The Best Offer、原題:La migliore offerta）は、ジュゼッペ・トルナトーレ監督・脚本による2013年のイタリアの恋愛・ミステリ映画である。ジェフリー・ラッシュ、ジム・スタージェス、シルヴィア・フークス、ドナルド・サザーランドが出演し、映画音楽はエンニオ・モリコーネが作曲した。

## ストーリー
ヴァージル（ジェフリー・ラッシュ）は美術鑑定士、オークショニアとして成功を収めていた。一方、ヴァージルは、レストランでナイフやフォークすら直接触ることができないほどの重度の接触恐怖症で、老齢を迎えるまで結婚はもちろん、一度の恋愛経験すらなかった。その彼は、マスターとしてオークションを仕切りながら、巧みに誘導して、友人のビリー（ドナルド・サザーランド）が多くの美人画を落札していた。ヴァージルの自宅のクローゼット裏にあるパスワード付きの隠し部屋には、これまで不法に入手した美人画が飾れていた。ビリーはかつては画家を目指していたが、ヴァージルにその才能がないと一蹴されたことを冗談めかして話していた。
ある日ヴァージルのもとに、電話を通じて鑑定の依頼が入る。その内容は両親が死去したので、両親が収集していた美術品を競売にかけて欲しいというものだった。依頼人の邸宅には確かに様々な美術品が置いてあったが、当の依頼人であるクレア（シルヴィア・フークス）自身は姿を表さなかった。何度か足を運ぶと、依頼人のクレアは隠し部屋に引きこもっていることが分かった。
邸宅の管理人やクレア自身の会話を整理すると、クレアは広場恐怖症で長年引きこもっており、作家として生計を立てているという。依頼人が姿を表さないという不可解な依頼であったが、ヴァージルは扉越しに接するうちに、クレアに興味を持ち、ある日クレアの容姿を盗み見る。クレアは長年引きこもっていたとは思えないほど、美しく若い女性であった。
クレアにすっかり夢中になるヴァージルは、遂にクレアとの直接対面を果たし、クレアに自分のコレクション(女性の肖像画)を見せびらかすなどして、非常に親しくなる。そして、ヴァージルに依頼され邸宅に落ちていた歯車からオートマタを再現している機械職人ロバート（ジム・スタージェス）の後押しを受け、プロポーズに成功する。プロポーズを受けたクレアは両親の遺した美術品を競売にかけるのをやめて欲しいと依頼し、ヴァージルは快諾する。
婚約を機にヴァージルは競売人引退を決める。最後の競売となった会場では様々な人から祝福された。そしてビリーからは「俺の絵の才能を認めてくれなかったのが残念だったが、お祝いに絵画を送ったよ」と言い、ヴァージルは「捨てたりしないよ」も応じる。ヴァージルが帰国して自宅に帰ると、そこにクレアの姿はなかった。そして隠し部屋の美人画コレクションがすべて無くなっていた。部屋の片隅には、ロバートの再現したオートマタがあり、「どの贋作の中にも本物が隠されている」という、かつてヴァージルがロバートに語った声の録音が流れてきた。
すべてを失ったヴァージルは精神病棟に入院してリハビリをしていた。そこにかつての執事が訪ねてきて新聞や雑誌を置いていった。ヴァージルは、絵画が盗まれてからの自分を思い出す。
あの日、ヴァージルは真っ先にクレアの邸宅に駆けつけた。しかし、門扉は頑丈なチェーンで結ばれて入ることはできない。邸宅の真正面にあるバーに入り、人の出入りを確かめると真実が判明する。いつもバーの窓際の席に座って数字を口にしていた小人症の女性の名前こそが「クレア」であり、邸宅の持ち主であった。彼女は、ロバートと思しき男性に2年間邸宅を貸しており、ヴァージルが会っていたクレアと思われる女性は「何百回」も邸宅を出入りしていたという。
次にロバートの店を訪ねると、すでにもぬけの殻になっていた。そして、ビリーが送ってきた絵画は、クレアから「母の肖像画」と聞かされていたもので、裏には「愛と感謝とともに」というメッセージとともビリーのサインがしていた。この絵はビリーがクレアを描いたものと暗示される。そしてヴァージルの車のトランクには、かつてロバートが客に渡したものと同じ、徘徊老人向けの発信機が取り付けられており、動きを監視させれていたことも分かった。こうして、クレアと、ロバート、ビリーの三人が共犯者として浮かび上がったが、そもそも絵画は違法な手段で入手したものであり、警察にも届けられなかった。
ヴァージルはクレアを忘れられず、彼女が「楽しかった思い出」と語ったプラハのレストラン「ナイト&デイ」を訪れる。ウェイターに「人を待っている」と告げて、来るはずもないクレアを待ちながら一人で食事をする。

## キャスト
※括弧内は日本語吹替
- ヴァージル・オールドマン: ジェフリー・ラッシュ（小川真司）
- ロバート: ジム・スタージェス（花輪英司）
- クレア・イベットソン: シルヴィア・フークス（山根舞）
- ビリー・ホイッスラー: ドナルド・サザーランド（稲垣隆史）
- フレッド: フィリップ・ジャクソン（桂一雅）
- ランバート: ダーモット・クロウリー（英語版）
- バーの客: キルナ・スタメル（英語版）
- サラ: リヤ・ケベデ

## 製作
FVC映画ファンドからの提供を受けた Paco Cinematografica によって製作された。撮影は2012年4月30日にトリエステで始まり、その後フリウリ＝ヴェネツィア・ジュリア州、ウィーン、南ティロルで5〜6週間かけて行われた。

## 評価
『ガーディアン』のアンドリュー・パルバーは2/5星を与えた。『ジ・エイジ』はフィリッパ・ホーカーは3/5星を与えた。『Brisbane Times』のサンドラ・ホールは4/5星を与え、ジェフリー・ラッシュの演技を高評価した。『ハリウッド・リポーター』のデボラ・ヤングは「鋭い脚本」と評した。『バラエティ』では表面的で陳腐な映画と評されたが、興行的には成功すると予想された。

### 受賞
ダヴィッド・ディ・ドナテッロ賞では作品賞、監督賞、美術監督賞、衣裳賞、音楽賞を獲得した。ナストロ・ダルジェント賞では音楽賞と作品賞を含む6部門を獲得した。イタリアゴールデングローブ賞では撮影賞と作曲賞にノミネートされた。